# Jarjamento
El Jarjamento (denominado también como jarja, y a veces como enjarje) en arquitectura es el arranque de un arco o bóveda (es por esta razón por la que se denominan también como salmeres de la bóveda). Es el lugar donde se ligan las molduras de los pilares con las de los arcos; son de labra delicada y difícil, porque este enlace debe quedar limpio y airoso. Cuando su montaje es correcto apenas se distingue el comienzo de la bóveda (generalmente bóvedas de crucería) y el comienzo del pilar. Desde el punto de vista del tallado de las piedras, el enjarje se talla con la sola guía del contorno de sus lechos superior e inferior. A veces son disimuladas con las nervaduras entorchadas que cubren las bóvedas de abanico. En francés se denomina como Tas-de-charge o cabeza de carga y es frecuente su uso en la arquitectura gótica siendo parte de las bóvedas de crucería, junto con las dovelas y las claves.
|                                                                                 |
| De soporte entre dos arcos (el espacio existente entre las jarjas es la enjuta) |

|                                              |
| Jarjamento de la catedral nueva de Salamanca |

|                                            |
| En el interior de la catedral de Salisbury |

## Funcionalidad
Al corresponder al arranque, bien de un arco, o bien de una bóveda, incluso de un conjunto de arcos (arcadas), se suele erigir sin necesidad de cimbras y por hiladas horizontales. En los jarjamentos se ligan las molduras de los pilares con el casco de la bóveda. Al considerarse un arranque común de los diversos arcos o nervios que concurren a un mismo apoyo en las bóvedas de crucería, estas piezas eran labradas con extrema precisión. Los jarjamentos son elementos importes en la estabilidad de las bóvedas debido a que, al prolongarse el efecto de los lechos de piedra en horizontalidad, contribuyen a encastrar las bóvedas en los muros de contención o pilastras perimetrales. Las jarjas se elevan desde las cabeceras de las columnas hasta la posición en la que los árcos de los nérvios se independizan unos de otros. Existen diversas disposiciones de enjarje, las hay abanicadas como en la Catedral de Sevilla o en disposiciones espirales en las que se oculta a la vista el enganche con el pilar. 